# 4683 Veratar
4683 Veratar este un asteroid din centura principală, descoperit pe 1 aprilie 1976 de Nikolai Cernîh.